# 国際貿易センター (国際機関)
国際貿易センター（こくさいぼうえきセンター、英語: International Trade Centre (ITC)、フランス語: Centre du commerce international (CCI)）は、国際連合の国際機関の一つである。貿易に関連した技術支援の中心であり、国際連合貿易開発会議(UNCTAD)を通じて世界貿易機関(WTO)および国際連合とともに共同の任務を行う。
ITCの本部はスイス・ジュネーブにあり、80か国約300名の職員が勤務している。活動資金は、受益国・国際機関からの資金および民間部門からの拠出金で賄われている。

## 歴史
1964年、関税と貿易に関する一般協定(GATT)に基づき、発展途上国の輸出支援を目的として設立された「国際貿易情報センター」(International Trade Information Centre)を前身とする。GATTと新設のUNCTADとの合意に基づき、国際貿易情報センターの後継機関として1967年1月1日、新たに国際貿易センターが設立された。